# Aktstykke
 Denne artikel bør gennemlæses af en person med fagkendskab for at sikre den faglige korrekthed.

Aktstykke er inden for dansk finanspolitik betegnelsen for en bevillingsansøgning fra en minister til Folketingets Finansudvalg. En tiltrådt bevillingsansøgning betegnes akt.